# Parc provincial Glenbow Ranch
Le parc provincial Glenbow Ranch (anglais : Glenbow Ranch Provincial Park) est un parc provincial de l'Alberta (Canada) situé dans le comté de Rocky View. Il a pour but de protéger le paysage naturel et les ressources historiques entre Calgary et Cochrane.